# NGC 4460
NGC 4460 is een balkspiraalstelsel in het sterrenbeeld Jachthonden. Het hemelobject werd op 10 april 1788 ontdekt door de Duits-Britse astronoom William Herschel.

## Synoniemen
- UGC 7611
- MCG 8-23-41
- ZWG 244.22
- PGC 41069